# Southwest McKenzie (Dakota del Norte)
Southwest McKenzie es un territorio no organizado ubicado en el condado de McKenzie en el estado estadounidense de Dakota del Norte. En el Censo de 2010 tenía una población de 271 habitantes y una densidad poblacional de 0,15 personas por km².

## Geografía
Southwest McKenzie se encuentra ubicado en las coordenadas 47°34′19″N 103°48′52″O / 47.57194, -103.81444. Según la Oficina del Censo de los Estados Unidos, Southwest McKenzie tiene una superficie total de 1780.3 km², de la cual 1771.87 km² corresponden a tierra firme y (0.47%) 8.43 km² es agua.

## Demografía
Según el censo de 2010, había 271 personas residiendo en Southwest McKenzie. La densidad de población era de 0,15 hab./km². De los 271 habitantes, Southwest McKenzie estaba compuesto por el 98.15% blancos, el 0% eran afroamericanos, el 0.37% eran amerindios, el 0.37% eran asiáticos, el 0% eran isleños del Pacífico, el 0.37% eran de otras razas y el 0.74% pertenecían a dos o más razas. Del total de la población el 0.74% eran hispanos o latinos de cualquier raza.